# ヘラルド・マルク
ヘラルド・マルク（Herald Marku 、1996年5月18日 - ）は、アルバニア・ラチ出身のプロサッカー選手。FKヴラズニア所属。ポジションは、ミッドフィールダー。

## 代表歴
2012年8月、ルーマニアで開催される親善試合に向けてジェマル・ムステダナギッチ監督からU-17アルバニア代表初召集を受けた。